# Сант'Изидоро (Лече)
Сант'Изидоро (итал. Sant'Isidoro) је насеље у Италији у округу Лече, региону Апулија.
Према процени из 2011. у насељу је живело 41 становника. Насеље се налази на надморској висини од 3 м.